# Ladislav Hrubý (lyžař)
Ladislav Hrubý (22. listopadu 1934 Horní Branná – 30. května 2008 Piešťany[zdroj?]) byl československý lyžař.

## Lyžařská kariéra
Na IX. ZOH v Innsbrucku skončil v běhu na lyžích na 15 km skončil na 29. místě, na 30 km na 33. místě a na 50 km na 23. místě. Na Mistrovství světa v klasickém lyžování 1962 v Zakopanem skončil v běhu na 30 km na 37. místě, na 50 km na 17. místě a ve štafetě na 4x10 na 11. místě. Na Mistrovství světa v klasickém lyžování 1970 ve Vysokých Tatrách skončil v běhu na 15 km na 39. místě.